# 普度哈帕
普度哈帕（Puduḫepa或，生活在约公元前13世纪）是一位赫梯的塔瓦納安娜（赫梯王后称号），她的丈夫是国王哈图西里三世。她被称为“古代近東最有影响力的女性之一。”

## 生平

### 早年生活和婚姻
普度哈帕于公元前13世纪初出生在基祖瓦特纳（即赫梯王国以南的地区奇里乞亚）的拉赞蒂亚市。她的父亲本特普沙里（Bentepsharri）是该城守护神伊南娜的首席祭司，而普度哈帕长大后便成为了这位女神的女祭司。
赫梯将军哈图西里从卡迭石战役归来后见到了普度哈帕，据说，女神伊南娜指示他在她的爱和陪伴中寻找，并宣布他们将享受“成为彼此配偶的爱”。然后普度哈帕陪他去了哈比萨王国。对于普度哈帕来说，这是一场有利的结合。虽然哈图西里可能比她年长很多，并且已经有许多情人和妃子，但普度哈帕还是成为了众人之首。当她的丈夫哈图西里在公元前1286年左右煽动内战并击败他的侄子乌尔希泰舒普成功登上赫梯王位时，普度与他一起登上了王位，成为了塔瓦納安娜（tawananna）。

### 统治

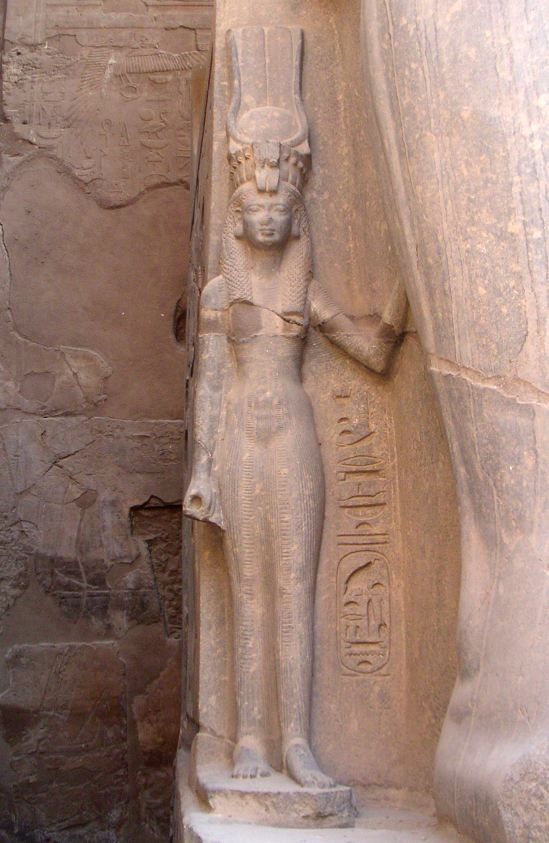
妮菲塔莉向普度哈帕赠送礼物 （位于盧克索）

普度哈帕在该时期的赫梯法院和国际外交中发挥了重要作用。当作为国王的丈夫做出裁决和决定时，她会经常出现在丈夫身边。她似乎被描绘成与丈夫携手执政，而不是顺从于国王。普度哈帕使用她自己的印章，控制王宫内部安排，并审理法庭案件。她融合宗教和政治，重整了巨大的赫梯神殿体系。
普度哈帕在新重建的首都哈图萨（Hattusa）的王宫中利用她的儿子和女儿确保赫梯人的优势并巩固联盟。这是赫梯王后以前从未担任过的角色。
她在与古埃及的外交中发挥了重要作用。带有普度哈帕印章的大量信件幸存下来，在埃及法老拉美西斯二世与哈图西里签署和平条约时，她与他进行了多次沟通，其中哈图西里同意他的两个女儿应该去埃及嫁给拉美西斯。
普度哈帕还曾致力于促成巴比倫尼亞国王卡达什曼·恩利尔二世和她的一个女儿之间的外交联姻，但因男方英年早逝而未成功。
巴比伦的一位公主嫁进了赫梯王室。可能是库杜尔·恩利尔国王的女兒或姐妹，这一消息引起了拉美西斯二世的蔑视，拉美西斯二世显然不再认为巴比伦具有重要的政治意义。普度哈帕在一封信中回答说，“如果你说‘巴比伦王不是伟大的王’，那么你就是不知道巴比伦的地位。”
在哈图西里死后，普度哈帕通过她的儿子图特哈里四世的统治以女神女王的头衔扩大权力。她参与司法事务，甚至介入法律案件。她还是一名女祭司，致力于组织和合理化赫梯宗教。
她的女儿是埃及王后玛特妮斐鲁丽和Kiluš-Ḫepa公主。

### 妮菲塔莉和普度哈帕
埃及王后妮菲塔莉向普度哈帕赠送禮物：

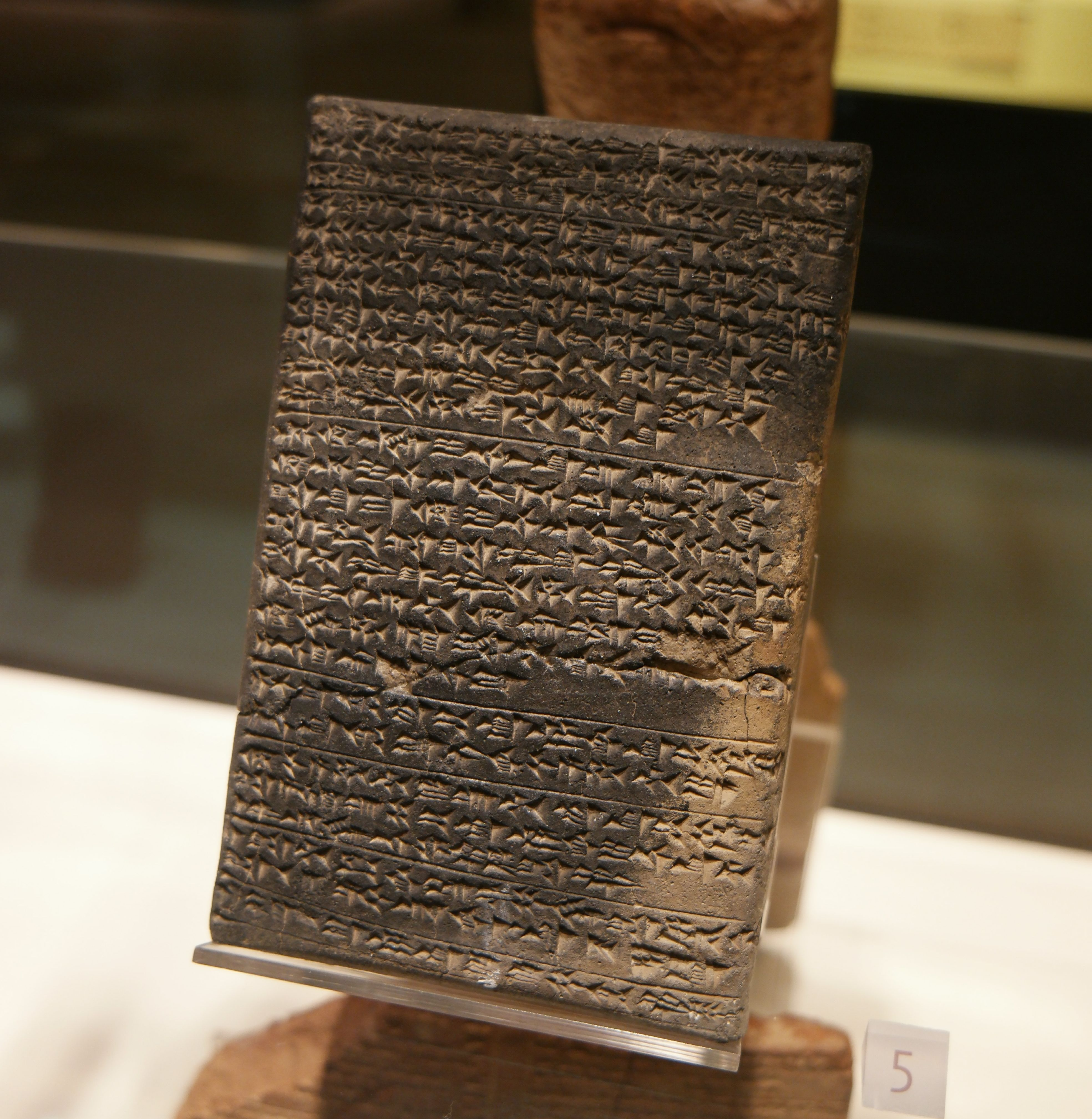
公元前1275-1250年间，埃及国王拉美西斯二世的妻子妮菲塔莉用阿卡德语写给赫梯国王哈图西里三世的妻子普度哈帕的友谊信

埃及土地上伟大的妮菲塔莉王后这样说：“请和我姐妹普度哈帕，赫梯王国的伟大王后说。我、 你姐妹（也）很好！！祝你的国家平安。现在，我知道你，我的姐妹，写信给我问候我的健康。你写信给我是因为与你的兄弟埃及法老之间的良好友谊和兄弟关系，伟大的风暴神会带来和平，它将使伟大的埃及法老和他的兄弟，伟大的赫梯国王之间建立兄弟般的关系并将永远持续下去……看，我给你送了一份礼物，为了向你问候，我的姐妹……给你的一条纯金项链，由12条带组成，重88謝克爾，彩色麻布maklalu材料的一件皇家礼服，给国王……共有12件亚麻服装。”

## 延伸阅读
- Gold, C. (2015). Women who ruled: History's 50 most remarkable women.